# Long Biên
Long Biên là một quận nội thành thuộc thành phố Hà Nội, Việt Nam. Long Biên là quận có diện tích lớn nhất và là quận  duy nhất nằm ở tả ngạn sông Hồng thuộc thành phố Hà Nội.
Long Biên còn là quận nổi bật về tốc độ đô thị hóa mạnh mẽ trong những năm trở lại đây.

## Địa lý
Quận Long Biên nằm ở phía đông bắc nội thành của thủ đô Hà Nội, nằm cách trung tâm thành phố qua các cây cầu Long Biên, Chương Dương, Vĩnh Tuy, có vị trí địa lý:
- Phía đông giáp huyện Gia Lâm
- Phía tây giáp quận Tây Hồ, quận Ba Đình, quận Hoàn Kiếm và quận Hai Bà Trưng (ranh giới là sông Hồng)
- Phía nam giáp quận Hoàng Mai (ranh giới là sông Hồng)
- Phía bắc giáp huyện Đông Anh (ranh giới là sông Đuống)

Quận Long Biên có diện tích 60,38 km², dân số năm 2022 là 347.829 người. Một số bộ phận dân cư theo đạo Thiên Chúa tập trung chủ yếu ở tổ dân phố Tư Đình, thuộc phường Long Biên.

## Lịch sử

### Trước thế kỷ XXI
Thời phong kiến, từng tồn tại một địa danh được nhắc đến nhiều trong lịch sử, cũng có tên là Long Biên. Cho tới giờ, giới sử học vẫn còn tranh cãi về việc Long Biên thời phong kiến có phải là vùng đất Long Biên ngày nay hay không. Trên thực tế, toàn bộ địa giới quận Long Biên nằm trọn trong huyện Gia Lâm cũ.
Từ thời Pháp thuộc, khu vực quận Long Biên nằm sát sông Hồng và con đường thiên lý Bắc - Nam còn được biết đến với tên gọi Gia Lâm phố. Nhận thấy đây là một tiền đồn có tầm quan trọng nhất định trong việc bảo vệ thành phố Hà Nội thuộc Pháp, chính quyền thực dân đã cho xây dựng cầu Doumer (ngày nay là cầu Long Biên), phi trường Gia Lâm, đường thuộc địa số 5 (ngày nay là quốc lộ 5) đến Hải Phòng, cũng như củng cố đường thuộc địa số 1 nhằm đảm bảo liên lạc giữa Hà Nội và các tỉnh tả ngạn sông Hồng.
Sau khi Hà Nội được giải phóng, tháng 12 năm 1954, Nhà nước đã tiến hành sáp nhập Gia Lâm phố vào Hà Nội, thành lập quận VIII tương ứng.
Năm 1961, huyện Gia Lâm tách khỏi tỉnh Bắc Ninh và được nhập vào Hà Nội. Quận VIII từ đó cũng bị giải thể và nhập vào huyện Gia Lâm.

### Thế kỷ XXI
Căn cứ vào Nghị định số 132/2003/NĐ-CP ngày 6 tháng 11 năm 2003 của Chính phủ - về việc điều chỉnh địa giới hành chính để thành lập các quận Hoàng Mai và quận Long Biên thuộc thành phố Hà Nội, quận Long Biên được hình thành trên cơ sở: Tách 10 xã của huyện Gia Lâm, gồm: Thượng Thanh, Giang Biên, Ngọc Thụy, Việt Hưng, Hội Xá, Gia Thụy, Bồ Đề, Long Biên, Thạch Bàn, Cự Khối và 3 thị trấn: Gia Lâm, Đức Giang, Sài Đồng) - Đồng thời điều chỉnh địa giới để thành lập 14 phường thuộc quận Long Biên, cụ thể như sau:
- Thành lập phường Gia Thụy trên cơ sở 77,68 ha diện tích tự nhiên và 7.207 nhân khẩu của thị trấn Gia Lâm, 42,64 ha diện tích tự nhiên và 2.514 nhân khẩu của xã Gia Thụy. Phường Gia Thụy có tổng là: 120,32 ha diện tích tự nhiên và 9.721 nhân khẩu.
- Thành lập phường Ngọc Lâm trên cơ sở 83,04 ha diện tích tự nhiên và 19.604 nhân khẩu của thị trấn Gia Lâm và 30 ha diện tích tự nhiên của xã Bồ Đề. Phường Ngọc Lâm có tổng là: 113,04 ha diện tích tự nhiên và 19.604 nhân khẩu.
- Thành lập phường Bồ Đề trên cơ sở 379,92 ha diện tích tự nhiên và 9.888 nhân khẩu của xã Bồ Đề và 6.271 nhân khẩu của thị trấn Gia Lâm. Phường Bồ Đề có tổng là: 379,92 ha diện tích tự nhiên và 16.159 nhân khẩu.
- Thành lập phường Phúc Đồng trên cơ sở 494,76 ha diện tích tự nhiên và 6.994 nhân khẩu của xã Gia Thụy.
- Thành lập phường Phúc Lợi trên cơ sở toàn bộ 619,69 ha diện tích tự nhiên và 7.820 nhân khẩu của xã Hội Xá.
- Thành lập phường Thượng Thanh trên cơ sở toàn bộ 488,09 ha diện tích tự nhiên và 13.153 nhân khẩu của xã Thượng Thanh.
- Thành lập phường Giang Biên trên cơ sở toàn bộ 471,40 ha diện tích tự nhiên và 4.600 nhân khẩu của xã Giang Biên.
- Thành lập phường Ngọc Thụy trên cơ sở toàn bộ 898,99 ha diện tích tự nhiên và 18.568 nhân khẩu của xã Ngọc Thụy.
- Thành lập phường Việt Hưng trên cơ sở toàn bộ 383,44 ha diện tích tự nhiên và 7.884 nhân khẩu của xã Việt Hưng.
- Thành lập phường Long Biên trên cơ sở toàn bộ 723,13 ha diện tích tự nhiên và 9.455 nhân khẩu của xã Long Biên.
- Thành lập phường Thạch Bàn trên cơ sở toàn bộ 527,21 ha diện tích tự nhiên và 11.300 nhân khẩu của xã Thạch Bàn.
- Thành lập phường Cự Khối trên cơ sở toàn bộ 486,94 ha diện tích tự nhiên và 5.652 nhân khẩu của xã Cự Khối.
- Thành lập phường Đức Giang trên cơ sở toàn bộ 240,64 ha diện tích tự nhiên và 25.767 nhân khẩu của thị trấn Đức Giang.
- Thành lập phường Sài Đồng trên cơ sở toàn bộ 90,67 ha diện tích tự nhiên và 14.029 nhân khẩu của thị trấn Sài Đồng.

Ngày 1 tháng 1 năm 2025, giải thể phường Sài Đồng, địa bàn sáp nhập vào các phường Phúc Đồng và Phúc Lợi.
Quận Long Biên có 13 phường trực thuộc như hiện nay.

## Tổ chức hành chính và chính quyền

### Tổ chức hành chính
Quận Long Biên có 13 đơn vị hành chính cấp xã trực thuộc, bao gồm 13 phường:

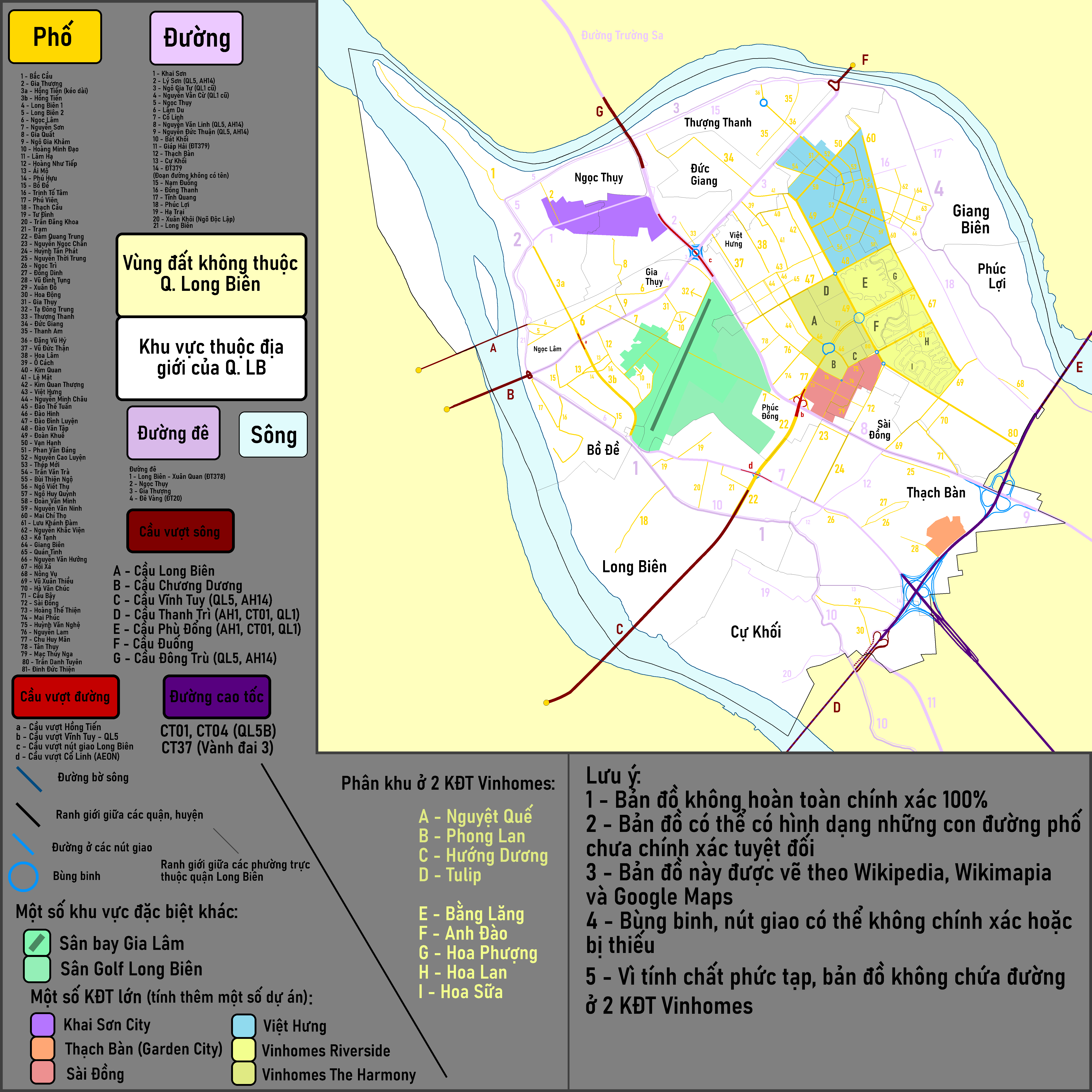
Bản đồ đường phố, hành chính ở Long Biên

Bản đồ hành chính quận Long Biên

| Tên         | Diện tích (km²) | Dân số (người)2022 | Mật độ dân số (người/km²) |
| ----------- | --------------- | ------------------ | ------------------------- |
| Phường (13) |                 |                    |                           |
| Bồ Đề       | 3,80            |                    |                           |
| Cự Khối     | 4,87            |                    |                           |
| Đức Giang   | 2,41            | 28.495             |                           |
| Gia Thụy    | 1,20            | 15.835             |                           |
| Giang Biên  | 4,71            |                    |                           |
| Long Biên   | 7,23            | 22.794             |                           |

| Tên          | Diện tích (km²) | Dân số (người)2022 | Mật độ dân số (người/km²) |
| ------------ | --------------- | ------------------ | ------------------------- |
| Ngọc Lâm     | 1,13            | 25.746             |                           |
| Ngọc Thụy    | 8,99            | 39.915             |                           |
| Phúc Đồng    | 4,95            | 16.872             |                           |
| Phúc Lợi     | 6,20            | 20.953             |                           |
| Thạch Bàn    | 5,27            |                    |                           |
| Thượng Thanh | 4,88            | 29.980             |                           |
| Việt Hưng    | 3,83            | 23.266             |                           |

## Giáo dục
Trên địa bàn quận có mạng lưới trường học dày đặc đầy đủ các cấp học: Tiểu học, THCS, THPT, Đại học. Tất cả đều là những ngôi trường có danh tiếng và uy tín của thành phố Hà Nội. Giáo dục Long Biên luôn đi đầu thành phố Hà Nội về công tác giáo dục tại địa phương và được Chủ tịch nước, Chính phủ, Bộ Giáo dục và Đào tạo, Thành phố Hà Nội trao tặng rất nhiều bằng khen trong công tác thực hiện giáo dục tại địa phương.
Các trường THPT do Sở Giáo dục và Đào Tạo Hà Nội quản lý cũng là những ngôi trường có uy tín, chất lượng giáo dục đạt chuẩn; là những trường đạt chuẩn Quốc gia mức độ I.
- Các Trường THPT công lập:
  - Trường THPT Nguyễn Gia Thiều (1950)
  - Trường THPT Lý Thường Kiệt (2002)
  - Trường THPT Thạch Bàn (2012)
  - Trường THPT Phúc Lợi (2014)
  - Trường Việt Pháp Alexandre Yersin - Ngọc Thuỵ (2018)
- Các Trường THPT ngoài công lập (hoặc có cấp THPT): Trường THPT ngoài công lập tại quận Long Biên cũng do Sở Giáo dục và Đào Tạo Hà Nội trực tiếp quản lí và được đánh giá là top những trường THPT ngoài công lập có tỉ lệ đỗ tốt nghiệp THPT và đỗ đại học cao nhất của Thành phố Hà Nội, sánh ngang với những trường THPT công lập. Đặc biệt, trong quận Long Biên có trường THPT Vạn Xuân - Long Biên là một trong những trường THPT ngoài công lập có chất lượng giáo dục sánh ngang với các trường THPT công lập trên địa bàn bởi có đội ngũ giáo viên được tuyển chọn từ chính những ngôi trường công lập: Nguyễn Gia Thiều, Lý Thường Kiệt, Việt Đức, Nguyễn Văn Cừ,...
  - Trường THPT Vạn Xuân - Long Biên (2000)
  - Trường THPT Lê Văn Thiêm (1997)
  - Trường Phổ thông Song ngữ Liên cấp Quốc tế Wellspring (2011)
- Các Trường Mầm non: Ngọc Thuỵ, Bắc Biên, Bắc Cầu, Ban Mai Xanh, Gia Quất, Đô Thị Việt Hưng, Hoa Mai, Thạch Cầu, Hoa Sữa, Hoa Thủy Tiên, Bồ Đề, Hồng Tiến, Phúc Đồng, Phúc Lợi, Đô Thị Sài Đồng, Chim Én, Tân Mai, Đức Giang, Tràng An, Thượng Thanh, Sơn Ca, Giang Biên, Tuổi Hoa, Long Biên A, Long Biên B, Thạch Bàn, Ánh Sao, Gia Thuỵ, Hoa Phượng, Hoa Sen, Cự Khối, Việt Hưng.
- Các Trường Tiểu học: Ngọc Thuỵ, Gia Thượng, Lý Thường Kiệt, Gia Thuỵ, Ái Mộ A, Ái Mộ B, Thạch Bàn A, Thạch Bàn B, Đô Thị Việt Hưng, Đô Thị Sài Đồng, Thanh Am, Lê Quý Đôn, Long Biên, Ngọc Lâm, Vũ Xuân Thiều, Phúc Lợi, Đoàn Kết, Ngô Gia Tự, Việt Hưng, Bồ Đề, Thượng Thanh, Đức Giang, Phúc Đồng, Sài Đồng, Cự Khối, Giang Biên, Gia Quất.
- Các Trường THCS: Ngọc Thuỵ, Long Biên, Lê Quý Đôn, Thanh Âm, Đức Giang, Nguyễn Bỉnh Khiêm, Ngọc Lâm, Ái Mộ, Đô Thị Việt Hưng, Thượng Thanh, Gia Thuỵ, Sài Đồng, Phúc Lợi, Giang Biên, Cự Khối, Bồ Đề, Việt Hưng, Ngô Gia Tự, Chu Văn An, Nguyễn Gia Thiều, Phúc Đồng, Thạch Bàn, Lý Thường Kiệt, Gia Quất, Lý Sơn.

## Danh nhân
- Đặng Phúc Thông (1906-1951), người phường Cự Khối, quận Long Biên.

## Đường phố
- Ái Mộ
- Bắc Cầu
- Bát Khối
- Bồ Đề
- Bùi Thiện Ngộ
- Cầu Bây
- Chu Huy Mân
- Cổ Linh
- Cự Khối
- Đàm Quang Trung
- Đặng Vũ Hỷ
- Đào Đình Luyện
- Đào Hinh
- Đào Thế Tuấn
- Đào Văn Tập
- Đinh Đức Thiện
- Đê Vàng
- Đoàn Khuê
- Đoàn Văn Minh
- Đồng Dinh
- Đồng Thanh
- Đức Giang
- Gia Quất
- Gia Thượng
- Gia Thụy
- Giang Biên
- Giáp Hải
- Hạ Trại
- Hà Văn Chúc
- Hoa Động
- Hoa Lâm
- Hoàng Minh Đạo
- Hoàng Như Tiếp
- Hoàng Thế Thiện
- Hội Xá
- Hồng Tiến
- Huỳnh Tấn Phát
- Huỳnh Văn Nghệ
- Kẻ Tạnh
- Kim Quan
- Kim Quan Thượng
- Lâm Du
- Lâm Hạ
- Lệ Mật
- Long Biên 1
- Long Biên 2
- Long Biên - Xuân Quan
- Lưu Khánh Đàm
- Lý Sơn
- Mai Chí Thọ
- Mai Phúc
- Nam Đuống
- Ngô Gia Khảm
- Ngô Gia Tự
- Ngô Huy Quỳnh
- Ngô Viết Thụ
- Ngọc Lâm
- Ngọc Thụy
- Ngọc Trì
- Nguyễn Cao Luyện
- Nguyễn Đức Thuận
- Nguyễn Gia Bồng
- Nguyễn Khắc Viện
- Nguyễn Lam
- Nguyễn Minh Châu
- Nguyễn Ngọc Chân
- Nguyễn Sơn
- Nguyễn Thời Trung
- Nguyễn Văn Cừ
- Nguyễn Văn Hưởng
- Nguyễn Văn Linh
- Nguyễn Văn Ninh
- Nông Vụ
- Ô Cách
- Phạm Khắc Quảng
- Phan Văn Đáng
- Phú Hựu
- Phú Viên
- Phúc Lợi
- Quán Tình
- Sài Đồng
- Tạ Đông Trung
- Tân Thụy
- Thạch Bàn
- Thạch Cầu
- Thanh Am
- Thép Mới
- Thượng Thanh
- Tình Quang
- Trạm
- Trần Đăng Khoa
- Trần Danh Tuyên
- Trần Văn Trà
- Trịnh Tố Tâm
- Trường Lâm
- Tư Đình
- Vạn Hạnh
- Việt Hưng
- Vo Trung
- Vũ Đình Tụng
- Vũ Đức Thận
- Vũ Xuân Thiều
- Xuân Đỗ
- Xuân Khôi

## Hạ tầng
Long Biên là một quận có tốc độ đô thị hóa nhanh chóng. Hiện nay, trên địa bàn đã và đang hình thành một số khu đô thị như khu đô thị Việt Hưng, khu đô thị Bồ Đề, khu đô thị Ngọc Thuỵ (Khai Sơn Hill), khu đô thị Thượng Thanh, khu đô thị Sài Đồng, khu đô thị Thạch Bàn... cùng với một số khu đô thị sinh thái như Vinhomes Riverside, Beriver Long Biên, Rice Home Sông Hồng, Vinhomes The Harmony, Hà Nội Garden City...
Giao thông có đầy đủ hệ thống đường bộ, đường sắt, đường thủy. Đường bộ có Quốc lộ 1, quốc lộ 5, đường Vành đai 3, đường cao tốc Hà Nội – Hải Phòng,; đường sắt với hai nhà ga là ga Gia Lâm và ga Cầu Bây với các tuyến đi Hải Phòng, Quảng Ninh, Lạng Sơn, Thái Nguyên, Lào Cai; đường thủy có sông Hồng, sông Đuống...
Các dự án đường sắt đi qua địa bàn quận là các tuyến số 1 (Ngọc Hồi - Yên Viên), tuyến số 4 (Liên Hà - Bắc Thăng Long); trong đó tuyến số 1 hiện đang được đầu tư xây dựng.

### Hệ thống xe buýt

#### Điểm đầu cuối và trung chuyển
- Bến xe Gia Lâm (01, 03, 15, 22A, 51, 122)
- TTTM AeonMALL Long Biên (55B, 98, 106)
- Vincom Long Biên (142, E04)
- Giang Biên (3B)
- Phúc Lợi (48)

#### Các tuyến xe buýt hoạt động:
| Tuyến xe buýt                               | Ghi chú                                                       | Lộ trình trong khu vực quận Long Biên |
| ------------------------------------------- | ------------------------------------------------------------- | --- |
| 01(Bến xe Gia Lâm - Bến xe Yên Nghĩa)       |                                                               | Bến xe Gia Lâm - Ngô Gia Khảm - Ngọc Lâm - Nguyễn Văn Cừ -... |
| 03A(Bến xe Giáp Bát - Bến xe Gia Lâm)       |                                                               | ... - Nguyễn Văn Cừ - Nguyễn Sơn - Ngọc Lâm - Ngô Gia Khảm - Bến xe Gia Lâm |
| 3B(Bến xe Nước Ngầm - Giang Biên)           |                                                               | ... - Đàm Quang Trung - Chu Huy Mân - Hội Xá - Vũ Xuân Thiều - Phúc Lợi - Phạm Khắc Quảng - Giang Biên (Bãi đỗ xe Công ty Cổ phần công trình giao thông Phú Thành)                                  |
| 11(Công viên Thống Nhất - HVNN Việt Nam)    | Hoạt động từ thứ 2 đến 18:00 thứ 6                            | ... - Long Biên-Xuân Quan - Ngọc Lâm - Nguyễn Văn Cừ - Nguyễn Văn Linh - Nguyễn Đức Thuận -... |
| 11CT(Công viên Thống Nhất - HVNN Việt Nam)  | Hoạt động từ 18:00 thứ 6 đến Chủ nhất (tránh tuyến phố đi bộ) | ... - Long Biên-Xuân Quan - Ngọc Lâm - Nguyễn Văn Cừ - Nguyễn Văn Linh - Nguyễn Đức Thuận -... |
| 15(Bến xe Gia Lâm - Phố Nỉ)                 |                                                               | Bến xe Gia Lâm - Ngô Gia Khảm - Ngọc Lâm - Nguyễn Văn Cừ - Ngô Gia Tự -... |
| 17(Long Biên - Nội Bài)                     |                                                               | ... - Nguyễn Văn Cừ - Ngô Gia Tự -... |
| 22A(Bến xe Gia Lâm - KĐT Trung Văn)         |                                                               | Bến xe Gia Lâm - Ngô Gia Khảm - Ngọc Lâm - Nguyễn Văn Cừ -... |
| 34(Bến xe Mỹ Đình - TTHC huyện Gia Lâm)     |                                                               | ... - Nguyễn Văn Cừ - Nguyễn Văn Linh - Nguyễn Đức Thuận -... |
| 40(Công viên Thống Nhất - Văn Lâm)          | Hoạt động từ thứ 2 đến 18:00 thứ 6                            | ... - Đàm Quang Trung - Cổ Linh - Thạch Bàn - Nguyễn Văn Linh - Nguyễn Đức Thuận -... |
| 40CT(Công viên Thống Nhất - Văn Lâm)        | Hoạt động từ 18:00 thứ 6 đến Chủ nhất (tránh tuyến phố đi bộ) | ... - Đàm Quang Trung - Cổ Linh - Thạch Bàn - Nguyễn Văn Linh - Nguyễn Đức Thuận -... |
| 42(Bến xe Giáp Bát - Trung Màu)             |                                                               | ... - Nguyễn Văn Cừ - Ngô Gia Tự -... |
| 43(Công viên Thống Nhất - Đông Anh)         | Hoạt động từ thứ 2 đến 18:00 thứ 6                            | ... - Nguyễn Văn Cừ - Ngô Gia Tự -... |
| 43CT(Công viên Thống Nhất - Đông Anh)       | Hoạt động từ 18:00 thứ 6 đến Chủ nhất (tránh tuyến phố đi bộ) | ... - Nguyễn Văn Cừ - Ngô Gia Tự -... |
| 47A(Long Biên - Bát Tràng)                  |                                                               | ... - Long Biên-Xuân Quan -... |
| 47B(Đại học Kinh tế Quốc dân - Kiêu Kỵ)     |                                                               | ... - Đàm Quang Trung - Cổ Linh - Thạch Bàn - Đê Long Biên Xuân Quan -... |
| 48(Bến xe Nước Ngầm - Phúc Lợi)             |                                                               | ... - Nguyễn Văn Cừ - Ngô Gia Tự - Trường Lâm - Đoàn Khuê - Vạn Hạnh - Nguyễn Cao Luyện - Lưu Khánh Đàm - Phúc Lợi - Chung cư Ruby City CT3 Phúc Lợi                                                |
| 51(Bến xe Gia Lâm - Trần Vỹ)                |                                                               | Bến xe Gia Lâm - Ngô Gia Khảm - Ngọc Lâm - Nguyễn Văn Cừ -... |
| 52A(Công viên Thống Nhất - Lệ Chi)          | Hoạt động từ thứ 2 đến 18:00 thứ 6                            | ... - Đàm Quang Trung - Nguyễn Văn Linh - Nguyễn Đức Thuận -... |
| 52ACT(Công viên Thống Nhất - Lệ Chi)        | Hoạt động từ 18:00 thứ 6 đến Chủ nhất (tránh tuyến phố đi bộ) | ... - Đàm Quang Trung - Nguyễn Văn Linh - Nguyễn Đức Thuận -... |
| 52B(Công viên Thống Nhất - Đặng Xá)         | Hoạt động từ thứ 2 đến 18:00 thứ 6                            | ... - Đàm Quang Trung - Cổ Linh - Thạch Bàn - Nguyễn Văn Linh - Nguyễn Đức Thuận -... |
| 52BCT(Công viên Thống Nhất - Đặng Xá)       | Hoạt động từ 18:00 thứ 6 đến Chủ nhất (tránh tuyến phố đi bộ) | ... - Đàm Quang Trung - Cổ Linh - Thạch Bàn - Nguyễn Văn Linh - Nguyễn Đức Thuận -... |
| 54(Long Biên - Thành phố Bắc Ninh)          |                                                               | ... - Nguyễn Văn Cừ - Ngô Gia Tự -... |
| 55B(TTTM AeonMALL Long Biên - Cầu Giấy)     |                                                               | TTTM AeonMALL Long Biên - Cổ Linh - Đàm Quang Trung -... |
| 59(Đông Anh - HVNN Việt Nam)                |                                                               | ... - Ngô Gia Tự - Nguyễn Cao Luyện - Đoàn Khuê - Việt Hưng - Nguyễn Văn Linh - Nguyễn Đức Thuận -...                                                                                               |
| 65(ĐTC Long Biên - Thụy Lâm)                |                                                               | ... - Nguyễn Văn Cừ - Lý Sơn -... |
| 69(Long Biên- Dương Quang)                  |                                                               | ... - Nguyễn Văn Cừ - Hồng Tiến - Phú Hựu - Hoàng Như Tiếp - Lâm Hạ - Hồng Tiến - Cổ Linh - Đường gom cầu Thanh Trì -...                                                                            |
| 98(Yên Phụ - TTTM AeonMALL Long Biên)       |                                                               | ... - Ngọc Thụy - Nam Đuống - Đức Giang - Ngô Gia Tự - Trường Lâm - Đoàn Khuê - Vạn Hạnh - Bùi Thiện Ngộ - Lưu Khánh Đàm - Phúc Lợi - Vũ Xuân Thiều - Thạch Bàn - Cổ Linh - TTTM AeonMALL Long Biên |
| 100(Long Biên - KĐT Đặng Xá)                |                                                               | ... - Nguyễn Văn Cừ - Nguyễn Sơn - Hoàng Minh Đạo - Hoàng Như Tiếp - Lâm Hạ - Cổ Linh - Thạch Bàn - Nguyễn Văn Linh - Nguyễn Đức Thuận -...                                                         |
| 106(KĐT Mỗ Lao - TTTM AeonMALL Long Biên)   |                                                               | ... - Đàm Quang Trung - Cổ Linh - TTTM AeonMALL Long Biên |
| 122(Bến xe Gia Lâm - KCN Bắc Thăng Long)    |                                                               | Bến xe Gia Lâm - Ngô Gia Khảm - Ngọc Lâm - Nguyễn Văn Cừ - Ngô Gia Tự -... |
| 142(Nam Thăng Long - Vincom Long Biên)      |                                                               | ... - Đàm Quang Trung - Chu Huy Mân - Khu đô thị Vincom Long Biên (đối diện Vinhomes Riverside - Đường Hội Xá)                                                                                      |
| 158(Bến xe Yên Nghĩa - Khu đô thị Đặng Xá)  |                                                               | ... - Đàm Quang Trung - Cổ Linh - Thạch Bàn - Nguyễn Văn Linh - Nguyễn Đức Thuận -... |
| E01(Bến xe Mỹ Đình - Vinhomes Ocean Park)   |                                                               | ... - Đàm Quang Trung - Cổ Linh -... |
| E02(Hào Nam - Vinhomes Ocean Park)          |                                                               | ... - Nguyễn Văn Cừ - Ngô Gia Tự - Trường Lâm - Đoàn Khuê - Trần Danh Tuyên - Sài Đồng - Nguyễn Văn Linh -...                                                                                       |
| E03(Cầu Diễn - Vinhomes Ocean Park)         |                                                               | ... - Đàm Quang Trung - Cổ Linh -... |
| E04(Vinhomes Smart City - Vincom Long Biên) |                                                               | ... - Đàm Quang Trung - Chu Huy Mân - Vincom Long Biên |
| E10(Vinhomes Ocean Park - Sân bay Nội Bài)  |                                                               | ... - Cổ Linh - Hồng Tiến - Hoàng Minh Đạo - Nguyễn Sơn - Nguyễn Văn Cừ - Lý Sơn -... |

## Di tích
- Đình Tình Quang ở phường Giang Biên thờ tướng nhà Đinh Đinh Điền và 2 vị hoàng đế họ Lý là Lý Nam Đế và Lý Chiêu Hoàng. Đình Tình Quang đã được Bộ Văn hóa – Thông tin xếp hạng di tích lịch sử kiến trúc, nghệ thuật ngày 11/5/1993.
- Đình Mai Phúc ở phường Phúc Đồng thờ hai anh em Xuân Vinh và Luận Nương đã tập hợp trai tráng trong làng thành đội dân binh, đánh bại các sứ quân Nguyễn Khoan, Lã Đường, Kiều Công Hãn.[10]
- Đình Cầu Bây ở phường Thạch Bàn[11] Hà Nội thờ vị tướng Lã Lang Đường có công phù tá cho Đinh Bộ Lĩnh dẹp loạn 12 sứ quân. Em trai của vị tướng Lã Lang Đường là Lã Lang Đế được thờ ở làng Ngô bên cạnh làng Cầu Bây.
- Đình làng Ngô ở phường Thạch Bàn thờ tướng nhà Đinh Lã Lang Đế có công phù tá cho Đinh Bộ Lĩnh dẹp loạn 12 sứ quân và đánh quân Ngô. Anh trai của vị tướng Lã Lang Đế là Lã Lang Đường được thờ ở làng Cầu Bây bên cạnh làng Ngô.
- Đình Thống Nhất phường Cự Khối[11] Hà Nội Đình Hạ Trại thôn Thống Nhất thờ Lã Lang Đế phù tá cho Đinh Bộ Lĩnh dẹp loạn 12 sứ quân.
- Đình Thổ Khối ở phường Cự Khối có từ trước năm 1730, bên trong thờ 6 vị thành hoàng trong đó có 3 vị là Bạch Đa đại vương, Dị Mệ đại vương và Đào thành hoàng có công giúp Đinh Bộ Lĩnh dẹp loạn 12 sứ quân. Hiện nay, đình Thổ Khối thuộc tổ 9, phường Cự Khối.
- Đình Lý Thường Kiệt ở phường Ngọc Thuỵ; thờ Thái uý Việt Quốc Công Lý Thường Kiệt.
- Đình Thanh Am ở phường Thượng Thanh; thờ vợ chồng Đào Kỳ - Phương Dung, 2 vị tướng kiệt xuất trong cuộc Khởi nghĩa Hai Bà Trưng và Trình Quốc công Nguyễn Bỉnh Khiêm, một doanh nhân văn hoá thế kỷ XVI, làm thành hoàng làng. Ngày 09/01/1990, Đình Thanh Am được Bộ Văn hoá thông tin công nhận di tích lịch sử.
- Đình Cự Đồng còn có tên là Đình Đông Lâm, nay thuộc tổ 1, phường Thạch Bàn. Nơi đây là địa bàn hoạt động của nghĩa quân Hai Bà Trưng dẹp giặc Tô Định. Đình Cự Đồng thờ danh tướng Thành Công Liệt Đại Vương; ông là người có công giúp Hai Bà Trưng dẹp giặc Tô Định được phong cho thực ấp địa bàn huyện Gia Lâm.
- Đình Gia Thụy có tên Nôm là Chợ Da, dưới thời Nguyễn thuộc xã Gia Thụy, tổng Gia Thụy, huyện Gia Lâm, phủ Thuận An, tỉnh Bắc Ninh. Đình Gia Thụy lưu giữ cuốn gia Thần phả do Đông các đại học sĩ Nguyễn Bính soạn năm Hồng Phúc nguyên niên 1573. Thở thành hoàng làng gồm anh em Trung Thành, Đông Lương, Thông Vĩnh, và em gái Quý Nương, vốn là bốn tướng của An Dương Vương Thục Phán.
- Đình Hội Xá nằm bên bờ Nam sông Đuống thuộc Tổ 1, phường Phúc Lợi. Đình Hội Xá thờ Thánh Gióngcùng tướng Hoàng Hổ. Hoàng Hổ là một lãnh binh trong đạo quân của làng Hội Xá đã theo Phù Đổng đánh giặc Ân và tướng quân Nguyễn Nộn ở cuối thời Nhà Lý. Hàng năm từ xa xưa cứ mùng 9 tháng 4 âm lịch, nhân dân các thôn: Phù Đổng, Phù Dực, Hội Xá, Đổng Viên, Đổng Xuyên (Gióng Mốt), Chi Nam lại cùng nhau long trọng tổ chức ngày hội tưởng niệm vị anh hùng làng Gióng.
- Đình Kim Quan thuộc tổ 4, phường Việt Hưng. Thời Lê, có Phò mã Lê Đạt Chiêu đã tay vua xin đi đi dân đến vùng đất mới, thành lập làng Kim Quan. Đình Kim Quan thờ Linh Lang Đại vương và một số nhân thần vị quan tước Lân Hoài Bá Lê Đạt Chiêu và 2 vị nữ Thần là Thiên Tiên Đào Hoa phu nhân và Hà Tiên Phương Dung phu nhân.
- Đình Lâm Du nằm ở trung tâm xã Bồ Đề, huyện Gia Lâm nay ở tổ 24, phường Bồ Đề, quận Long Biên. Đình Lâm Du thờ Thần Linh Lang tức Uy Đô, con trai vua Trần Thánh Tông (1258 – 1378) và công chúa Liễu Hạnh.
- Đình Lệ Mật nằm trong một cụm di tích quốc gia bao gồm đình và chùa làng Lệ Mật, tại phố Việt Hưng, phường Việt Hưng. Đình Hạ thờ ông Hoàng Đức Trung người bắt rắn thời Lý Thánh Tông. Hàng năm, dân chúng mở hội đình Hạ và tổ chức nhiều hoạt động văn hóa nghệ thuật về rắn.
- Đình Ngọc Lâm thuộc tổ 17, phường Ngọc Lâm. Đình Ngọc Lâm thờ Linh Lang Đại vương, vốn là Hoàng tử con vua Lý Thánh Tông, có công đánh giặc giúp nước.
- Đình Nha thuộc tổ 18, phường Long Biên. Đình Nha thờ Liên Hoa công chúa thời Đinh và Linh Lang Đại Vương thời Lý. Đình nằm trên tuyến đường với làng cổ Bát Tràng, là một di tích thu hút sự quan tâm của khách thập phương xa gần.
- Đình Nông Vụ tổ 15, phường Phúc Lợi. Đình Nông Vụ Đông thờ 3 vị nhân Thần có công với nước, với dân. Đó là các vị Thần có liên quan trực tiếp tới cuộc sống và quá trình đánh giặc của người dân trên mảnh đất Nông Vụ và đó là 3 anh em nhà họ Trịnh là Trịnh Chính, Trịnh Trí và người em gái Quốc Nương. Hàng năm, dân làng Vo Đông mở hội vào ngày 12 tháng 2 âm lịch là ngày sinh của các vị Thần.
- Đình Phú Viên thuộc tổ 2, phường Bồ Đề; nằm trong khu vực di tích đền Chầu, bên cạnh chùa Bồ Đề nổi tiếng. Đình Phú Viên thờ đức Linh Lang là con của Hoàng Hậu chánh cung Minh Đức và vua Trần Thánh Tông.
- Đình Phúc Xá thuộc tổ dân phố số 8, phường Ngọc Thụy. Đình Phúc Xá có khởi nguồn tạo dựng từ rất sớm với 2 chức năng chính là: nơi phụng thờ thành hoàng làng, các vị phúc Thần có công với dân, với nước và nơi tổ chức lễ hội.
- Đình Quán Tình là tên gọi theo địa danh hành chính thuộc thôn Quán Tình nay thuộc tổ 5, phường Giang Biên. Ngôi đình nằm ngay sát chân đê, hữu ngạn sông Đuống. Đình thờ vị Thần Nguyễn Nộn – một danh tướng dưới thời nhà Lý.
- Đình Thạch Cầu thuộc tổ 1, phường Thạch Bàn. Theo truyền thuyết ở địa phương thì đình Thạch Cầu thờ Lã Lang Đường – một vị tướng tài ba đã giúp Ngô Quyền đánh dẹp giặc ngoại xâm và Đinh Bộ Lĩnh dẹp loạn 12 sứ quân.
- Chùa Ái Mộ có tên chữ là "Thiên Định Tự". Chùa Ái Mộ nằm phía trong đê sông Hồng, giáp cầu Long Biên, phía Bắc giáp xã Ngọc Thụy.
- Chùa Bắc Biên còn gọi chùa An Xá, tên chữ Phúc Xá Tự, có ít nhất từ thế kỷ 17, là ngôi chùa của làng Bắc Biên, nằm trong ngõ 293 Ngọc Thụy, phường Ngọc Thụy.
- Chùa Bắc Cầu 2 có tên chữ là "Long Đọi tự" (chùa Long Đọi) ở tại tổ 36, cụm Bắc Cầu 2, phường Ngọc Thụy.
- Chùa Bắc Cầu 3 có tên chữ là: "Thuận Lợi tự" (chùa Thuận Lợi) nay là tổ 35, phường Ngọc Thụy.
- Chùa Bồ Đề tọa lạc trên một bãi bồi ven sông Hồng ở ngoài đê bên bờ Bắc phía hạ lưu, gần chân cầu Chương Dương, nay thuộc tổ 2, phường Bồ Đề. Xung quanh chùa có rất nhiều di tích khác như đền Ghềnh, đền Chầu, chùa Lâm Du, chùa Ái Mộ.
- Chùa Gia Quất là tên gọi theo địa danh của thôn, tên cho là "Sùng Phúc tự" (chùa Sùng Phúc). Chùa hiện nay thuộc tổ 5, phường Thượng Thanh.
- Chùa Lâm Du nằm phía bờ bắc sông Hồng thuộc phường Bồ Đề, đối diện bờ nam là quận Hoàn Kiếm, Ba Đình với 36 phố phường.
- Chùa Lệ Mật tọa lạc tại phường Việt Hưng có tên chữ là Cổ Giao tự. Tương truyền, ngôi chùa được dựng lên từ thời Lý.
- Chùa Mai Phúc còn có tên chữ "Minh Tông Tự", nghĩa là chùa Minh Tông, nằm cách trung tâm thành phố 10 km về phía Đông – Bắc, thuộc xã Gia Thụy, huyện Gia Lâm nay là tổ 5, phường Phúc Đồng, quận Long Biên. Chùa được xếp hạng di tích lịch sử văn hóa – kiến trúc nghệ thuật năm 1992.